# Jean-Charles de Borda
Jean-Charles, chevalier de Borda (4 tháng 5 năm 1733 - 19 tháng 2 năm 1799) là một nhà toán học người Pháp, nhà vật lý, nhà khoa học Chính trị, và thủy thủ.

## Tiểu sử
Borda được sinh ra tại thành phố Dax với Jean‐Antoine de Borda và Jeanne‐Marie Thérèse de Lacroix. Vào năm 1756, Borda viết Mémoire sur le mouvement des projectiles, một sản phẩm nghiên cứu của mình như một kỹ sư quân sự. Vì điều đó, ông được bầu vào Viện Hàn lâm Khoa học Pháp vào năm 1764.
Borda vừa là thủy thủ vừa là nhà khoa học, dành thời gian ở Caribbean thử nghiệm những tiến bộ về đồng hồ chronometers. Giữa năm 1777 và 1778, ông tham gia vào Cách mạng Mỹ. Vào năm 1781, ông được giao phụ trách một số tàu trong Hải quân Pháp. Vào năm 1782, ông bị bắt bởi người Anh, và sau đó ông đã trở về Pháp. Ông trở lại với tư cách là kỹ sư của Hải quân Pháp, cải tiến các công cụ và máy bơm nước. Ông được bổ nhiệm làm Thanh tra hải quân của Pháp vào năm 1784, với sự hỗ trợ của kiến trúc sư hải quân Jacques-Noël Sané vào năm 1786 đã giới thiệu một chương trình xây dựng lớn để hồi sinh hải quân Pháp dựa trên thiết kế tiêu chuẩn của Sané.
Vào năm 1770, Borda xây dựng một hệ thống bầu cử ưu đãi được xếp hạng được gọi là con tính Borda. Viện Hàn lâm Khoa học Pháp đã sử dụng phương pháp của Borda trong khoảng hai thập kỷ cho đến khi nó được sụp đổ bởi Napoleon Bonaparte người khăng khăng rằng phương pháp riêng của ông được sử dụng sau khi ông trở thành chủ tịch của Académie năm 1801. Con tính Borda được sử dụng cho đến ngày nay trong một số các cơ sở giáo dục, các cuộc thi và một số khu vực chính trị. Con tính Borda làm cơ sở cho các phương pháp khác như Hệ thống hạn ngạch Borda và Phương pháp Nanson.
Vào năm 1778, ông xuất bản phương pháp giảm khoảng cách Lunar để tính toán kinh độ, vẫn được coi là tốt nhất của một số thủ tục toán học tương tự để điều hướng và định vị vị trí trong các ngày trước đồng hồ chronometer; và được Lewis and Clarke sử dụng để đo lường vĩ độ và kinh độ của họ trong suốt quá trình thăm dò vùng Tây Bắc Hoa Kỳ.
Một trong những đóng góp của ông là xây dựng đồng hồ đo mét, cơ sở của hệ mét tương ứng với các phép đo của Delambre.

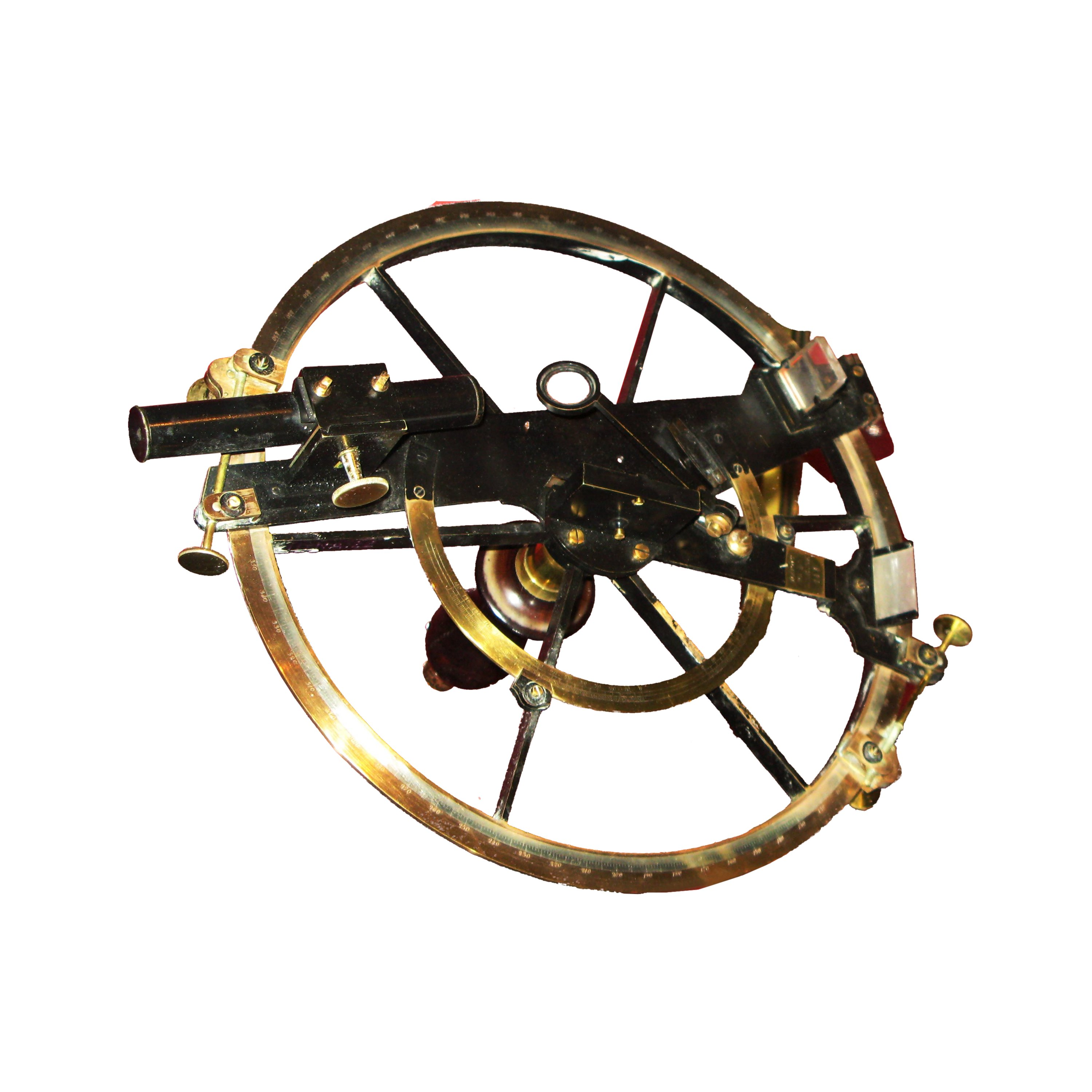
Vòng tròn phản chiếu, trưng bày tại bảo tàng hải quân Toulon

Là một nhà sản xuất thiết bị, ông đã cải thiện vòng tròn phản xạ (phát minh bởi Tobias Mayer) và vòng lặp (phát minh bởi trợ lý của ông, Etienne Lenoir), sau này được sử dụng để đo vòng cung kinh tuyến từ Dunkirk đến Barcelona bởi Delambre và Pierre Méchain.

## Bàn Lôgarit[2]
Với sự ra đời của hệ thống số liệu sau cuộc cách mạng Pháp, nó đã được quyết định rằng vòng tròn quý nên được chia thành 100 độ thay vì 90 độ, và mức độ thành 100 giây thay vì 60 giây. Điều này đòi hỏi việc tính toán các bảng lượng giác và logarit tương ứng với kích thước mới của mức độ và các công cụ đo góc trong hệ thống mới.

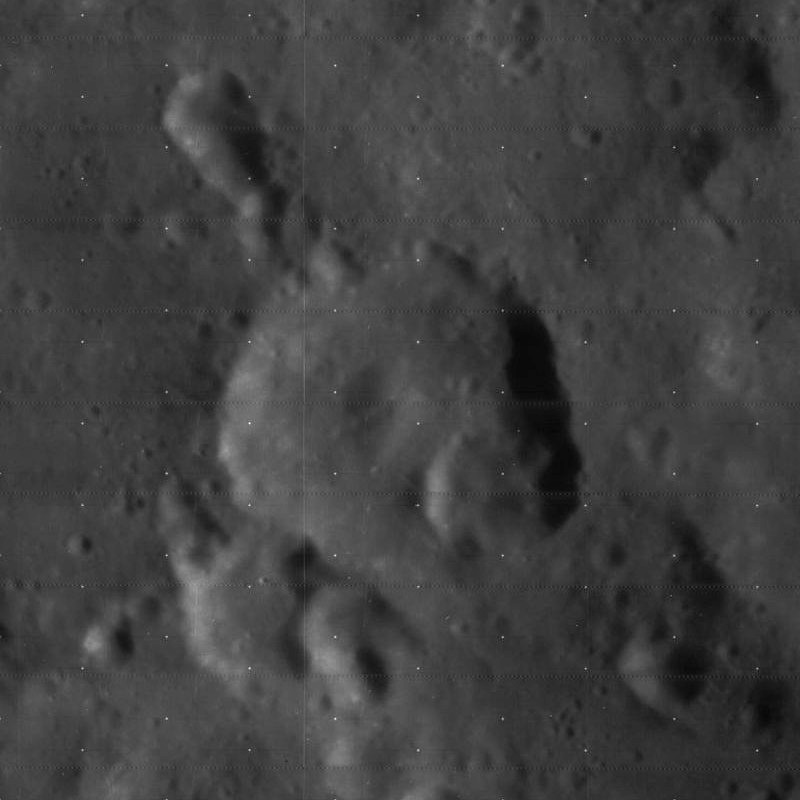
Miệng nứi lửa Borda ở trên Mặt Trăng

Công cụ xây dựng Borda để đo góc trong các đơn vị mới (công cụ này không còn được gọi là "sextant") mà sau này được sử dụng trong phép đo kinh tuyến giữa Dunkirk và Barcelona bởi Delambre để xác định chiều dài của đồng hồ. Các bảng logarit của sines, secants, và tangents cũng được yêu cầu cho các mục đích điều hướng. Borda là một người đam mê hệ thống số liệu và xây dựng các bảng logarit này bắt đầu từ năm 1792 nhưng ấn phẩm của họ bị trì hoãn cho đến sau khi ông qua đời và chỉ được xuất bản vào năm 9 (1801) như Bảng Logarithms của tội lỗi, đường cát tuyến, và đường tiếp tuyến, đường cô sê can, cô sin, và cô tan cho Quarter of the Circle chia thành 100 độ, mức độ thành 100 phút, và phút thành 100 giây thành mười thập phân, và bao gồm các bảng logarit của mình thành 7 số thập phân từ 10.000 đến 100.000 với các bảng để thu được kết quả đến 10 số thập phân.
Việc phân chia mức độ thành trăm phần trăm được đi kèm với sự phân chia của ngày thành 10 giờ 100 phút và bản đồ được yêu cầu để hiển thị các cấp độ vĩ độ và kinh độ mới. Lịch cộng hòa Lịch Cộng hòa đã bị bãi bỏ bởi Napoléon vào năm 1806, nhưng vòng tròn 400 độ sống như Gradien.

## Danh dự
- Năm tàu Pháp được đặt tên là Borda để vinh danh ông.
- Miệng núi lửa Borda trên Mặt Trăng được đặt theo tên ông.
- Tiểu hành tinh 175726 được gọi là Borda để vinh danh ông.
- Ông là một trong 72 nhân vật được ghi tên trên tháp Eiffel
- Cape Borda trên bờ biển phía tây bắc của Đảo Kangaroo ở Nam Úc được đặt tên để vinh danh ông.
- Île Borda là tên được đặt cho Đảo Kangaroo để vinh danh ông bởi Nicholas Baudin.
- Phương pháp bầu cử con tính Borda